# Frozen (film 2010)
Frozen è un film del 2010 scritto e diretto da Adam Green, interpretato da Kevin Zegers, Shawn Ashmore ed Emma Bell.

## Trama
Tre studenti universitari, Joe Lynch, Dan Walker e la fidanzata di quest’ultimo, Parker O'Neil, decidono di trascorrere una domenica di sport e divertimento sulle montagne del New England, a Mount Holliston.
Arrivati sulla pista e non volendo acquistare i pass, considerati troppo costosi, Joe si propone per abbordare una delle addette al funzionamento della seggiovia per poter pagare meno ma quando, al cambio di turno, in cabina si presenta un ragazzo, i due amici convincono Parker a barattare con lui la salita dandole 100 dollari in due pezzi da 50. Il giovane, inizialmente restio, accetta poi di farli salire, tenendosi però tutti i soldi.
Durante la prima salita verso la vetta, la seggiovia ha un momentaneo blocco, che tuttavia si risolve in pochi minuti.
La sera, tornati al rifugio poco prima della chiusura dell'impianto, Joe, un po' infastidito per non essere riuscito a fare una vera sciata in quanto aveva passato l'intera giornata a seguire Parker, alle prime armi sullo snowboard, propone agli amici di fare un'ultima discesa prima del ritorno al campus universitario. Sulle prime, Parker è titubante di fronte alla sua idea e vorrebbe rimanere ad aspettarli a valle ma, messa di fronte all'insistenza del ragazzo, finisce per accettare. Così, poco più tardi, mentre ormai è scesa la notte e la seggiovia sta effettuando la sua ultima corsa, i tre riescono ad estorcere allo stesso responsabile del mattino un'ulteriore discesa, promettendogli di scendere entro pochi minuti.
Successivamente però, dovendosi allontanare per un disguido di lavoro, il giovane chiede ad un collega di sostituirlo e di aspettare il terzetto. Poco più tardi, vedendo scendere a valle dalla pista tre ragazzi e pensando si tratti di loro, l'addetto spegne perciò la seggiovia e Lynch, Dan e Parker, ancora in transito, restano bloccati a diversi metri d'altezza. Sulle prime, il trio crede si tratti di un blocco momentaneo, simile a quello verificatosi al mattino, ma quando anche tutte le luci della stazione sciistica si spengono, realizzano di essere stati dimenticati lassù.
All'inizio, gli amici sperano che qualcuno si accorga del loro mancato rientro e li venga a cercare. Poco dopo, la sorte sembra volerli aiutare quando vedono sopraggiungere proprio nella loro direzione un gatto delle nevi. Purtroppo però, il conducente non li nota minimamente e, giunto fin lì per cercare un collega poi presente a valle, torna indietro lasciandoli al loro destino.
Qualche ora dopo, sorpresi da una bufera di neve, i ragazzi, in balia del freddo ed iniziando a manifestare i primi segni di ipotermia, iniziano a pensare a come fare per poter uscire da quella situazione, dal momento che gli impianti non riapriranno prima del successivo venerdì. Alla fine Dan, non vedendo altro modo per tentare d'andare a cercare aiuto, decide di saltare giù dal seggiolino ma nell'impatto al suolo si frattura gravemente entrambe le gambe, rimanendo impossibilitato a muoversi.
Joe allora, volendo aiutarlo, prova a raggiungere uno dei piloni provvisti di scala per scendere a terra, aggrappandosi al cavo trasportatore dei seggiolini ma, mentre è sospeso nel vuoto, nota che la presenza dell'amico ferito e le sue continue urla hanno attirato un branco di lupi. Preso dal panico, torna indietro, dove, assieme a Parker, assiste impotente alla morte di Dan.
Il mattino successivo, con i segni di congelamento sulla pelle visibilmente peggiorati, Joe riprova a raggiungere il pilone e, riuscitoci, scende a terra dove, dopo aver allontanato un paio di canidi ancora girovaganti, si allontana rapidamente con lo snowboard di Dan, promettendo a Parker di tornare con i soccorsi. I lupi che avevano già ucciso il suo amico tuttavia riprendono coraggio e lo inseguono.
Trascorrono altre interminabili ore, fino a fare nuovamente notte. Parker, rimasta sola, si risveglia alla luce del giorno successivo: quando vede che Joe non è ancora tornato capisce che anche per lei è ormai giunto il momento di provare a calarsi. Nel goffo tentativo di lasciarsi cadere, uno dei bulloni che sostiene il seggiolino si rompe, finendo per farlo penzolare ad un paio di metri dal suolo. La ragazza si lascia perciò cadere ma, assieme a lei, si stacca anche il seggiolino, che le cade addosso e le ferisce una caviglia.
Impossibilitata dunque a camminare, Parker inizia a strisciare verso valle. Durante il tragitto, s'imbatte con orrore nel corpo mutilato di Joe, anch'esso sbranato dai lupi. Tuttavia, presi dal pasto ed ormai sazi, gli animali la ignorano, permettendole di proseguire. Sfinita e gravemente debilitata, la ragazza riesce infine a raggiungere il ciglio della strada, dove un automobilista la vede e si ferma per soccorrerla e trasportarla al più vicino ospedale.

## Produzione
Sebbene sia ambientato in New England, il film è stato interamente girato sulle montagne dello Utah, ossia nello Snowbasin Resort vicino a Ogden e nella Uinta-Wasatch-Cache National Forest.

## Distribuzione
(Tagline del film.)
Dopo essere stato presentato in anteprima durante la 26ª edizione del Sundance Film Festival, il film è stato distribuito nelle sale cinematografiche statunitensi il 5 febbraio 2010. In Italia il film è uscito il 25 marzo 2011, distribuito dalla M2 Pictures.

## Accoglienza

### Critica
Frozen ha ricevuto sommariamente recensioni positive, con il 61% della critica positiva nel sito di recensioni Rotten Tomatoes.
Il critico Richard Roeper ha definito il film come «divertente, carico di suspense, a volte meravigliosamente grottesco ed un po' terrorizzante», mentre nel The Hollywood Reporter viene commentato che «non è scritto, diretto o girato abbastanza bene per essere un thriller di prima classe».
Frozen ha ottenuto il primo fine settimana della sua uscita 131395 $. Le settimane successive gli incassi sono calati. A livello internazionale, il film ha incassato oltre 2,4 milioni di dollari, portando il suo guadagno lordo totale a poco più di 3 milioni.
Il film inoltre è stato candidato come Miglior film dell'orrore del 2009 per il Saturn Award dalla Academy of Science Fiction, Fantasy & Horror Films.